# Metro w Santiago

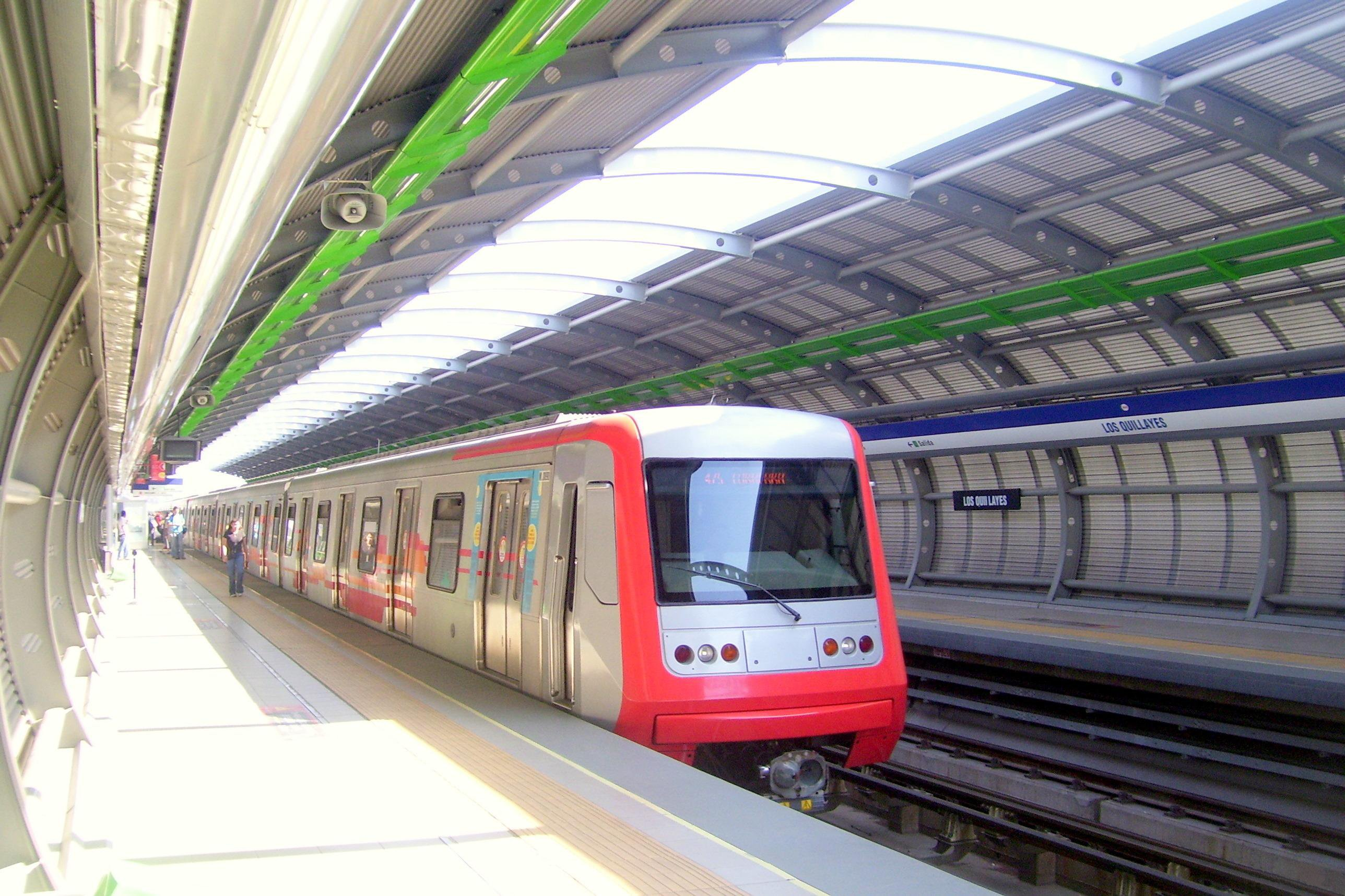
Jeden z pociągów metra na linii nr 4; stacja Los Quillayes

Metro w Santiago (hiszp. Metro de Santiago) – system metra w stolicy Chile – Santiago. Jest to nowoczesny system kolei, drugi pod względem wielkości i długości linii w Ameryce Łacińskiej po metrze w Meksyku. Składa się ze 101 stacji i 94,3 km torów. Codziennie korzysta z niego prawie 2,5 miliona osób. System zarządzany jest przez państwowe przedsiębiorstwo Metro S.A. Metro działa w godzinach 6-23.
Na niektórych stacjach dostępna jest bezpłatna usługa Wi-Fi. Ponadto niektóre stacje są wyposażone w punkty biblioteczne: można na nich bezpłatnie wypożyczać książki i oddawać na innych stacjach.

## Historia budowy

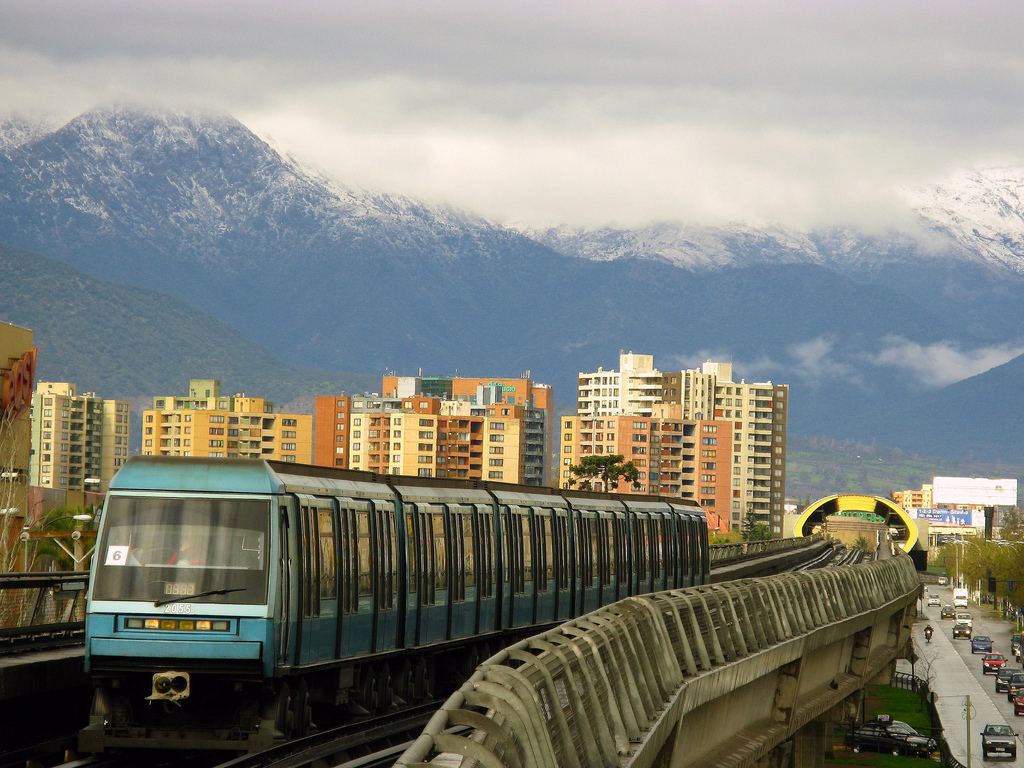
Jeden z pociągów linii nr 5

Pierwsze plany budowy metra w Santiago de Chile sięgają roku 1944, kiedy to w związku z dynamicznym wzrostem liczby ludności w mieście postanowiono wybudować system szybkiej i sprawnej kolei miejskiej, budowę rozpoczęto dopiero w 1968 r. Pierwotny plan zakładał budowę pięciu linii:
- nr 1: pomiędzy stacjami San Pablo i Los Dominicos
- nr 2: pomiędzy Conchalí i San Miguel
- nr 3: pomiędzy Mapocho i Ñuñoa
- nr 4: pomiędzy Tobalaba (Providencia) i Puente Alto i dalej w kierunku południowym
- nr 5: pomiędzy Pudahuel i La Florida
- nr 6: pomiędzy Providencia i Cerrillos

15 września 1975 r., ówczesny prezydent Chile, Augusto Pinochet, otworzył pierwszy odcinek metra między stacjami San Pablo i La Moneda na linii nr 1. W 1978 r. została otwarta linia nr 2 na odcinku pomiędzy Los Heroes i Lo Ovalle. W 1980 r. przedłużono linię nr 1 do Escuela Militar, zaś w 1987 r. linia nr 2 została przedłużona od stacji Los Heroes do nowo wybudowanej Puente Cal y Canto. Począwszy od lat 70. XX wieku w wyniku masowego napływu mieszkańców do miasta zmieniły się jego granice administracyjne i nastąpił nierównomierny wzrost ludności. Dzielnica La Florida stała się najbardziej zaludnioną częścią Santiago, co skutkowało potrzebą budowy tam metra. Linia nr 5 została wówczas przedłużona od stacji Baquedano wzdłuż alei Vicuña Mackenna, nowy odcinek otwarto w 1997 r. W 2000 r. przedłużono linię nr 5 na zachód i do historycznego centrum miasta - stacja Plaza de Armas. W 2004 r. przedłużono linię nr 2 na północ i na południe o kolejne stacje oraz linię nr 5 w kierunku zachodnim. W 2002 r. rozpoczęła się budowa linii nr 4 i 4A w celu połączenia Puerto Alto i włączenia południowo-wschodniej części miasta do systemu metra.

### Rozbudowa

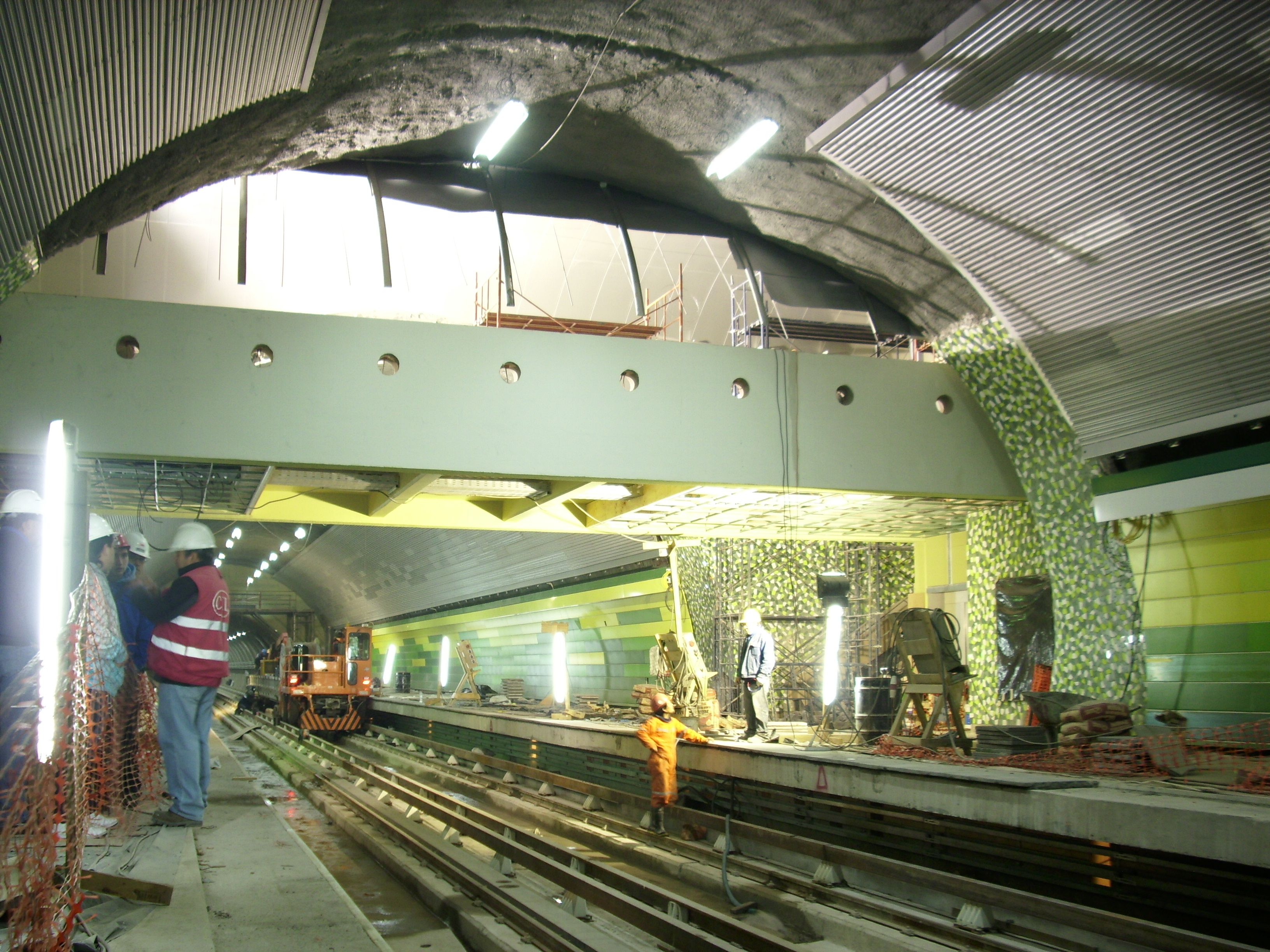
Budowa stacji Santiago Bureas podczas rozbudowy linii nr 5

Pod koniec 2005 r. prezydent Ricardo Lagos zapowiedział, że rząd sfinansuje rozbudowę o kolejne stacje linii nr 5 do dzielnicy Maipú (stacja Plaza de Maipú), najdalej położonej dzielnicy od centrum Santiago. W grudniu 2009 r. Michelle Bachelet wraz z ministrem transportu René Cortázarem zapowiedziała budowę nowej linii nr 6. Linia ta ma połączyć osiem dzielnic, jej planowana długość to ponad 14,8 km, na jej trasie znajdzie się 12 stacji. W ramach projektu zostaną zrealizowane inwestycje o wartości ponad 957 milionów peso, które obejmą zarówno prace budowlane, budowę nowych stacji jak i m.in. zakup taboru kolejowego do obsługi nowej linii. Według wstępnych oszacowań linia nr 6 będzie gotowa w 2015 r. Rocznie ma przewozić ponad 105 milionów pasażerów. W październiku 2010 prezydent Sebastián Piñera wraz z przedstawicielem spółki Metro S.A. Raphaelem Bergoeingiem odwiedził budowę kolejnego odcinka linii nr 5, na którym znajdą się stacje: Barrancas, Laguna Sur, Las Parcelas, Monte Tabor, Del Sol, Santiago Bueras i Plaza de Maipú. Odcinek ten posiada 8,6 km torów, zaawansowanie prac wynosi obecnie 97%, otwarcie odcinka planowane jest pomiędzy grudniem 2010 a lutym 2011. Dodatkowo prezydent odniósł się do kwestii rozpoczęcia budowy linii nr 3 oraz postępów prac przy budowie nowej linii nr 6.

## Linie i stacje metra

Schemat linii metra w Santiago de Chile

## Kultura i sztuka
Wraz z rozwojem i rozbudową metra w stolicy Chile promowana jest kultura i sztuka. Na wielu stacjach wiszą plakaty informujące o aktualnych wydarzeniach kulturalnych, jest również promowana twórczość literacka i artystyczna. W celu koordynowania tych działań powołano specjalną fundację MetroArte, która na stacjach metra promuje m.in. twórczość Pabla Nerudy. Na stacji Universidad de Chile artysta Mario Toral namalował olbrzymi fresk, przedstawiający historię kraju, na innej stacji Baquedano widnieją freski z elementami sztuki współczesnej oraz tablice informujące o koncertach. Ponadto w 2005 r. perony stacji La Moneda były ozdobione reprodukcjami obrazów chilijskiego malarza Guillermo Muñoza Very.